# Le Baiser qui tue
Le Baiser qui tue est un film muet français réalisé par Jean Choux et Tartarin Malachowski et sorti en 1928.

## Fiche technique
- Titre : Le Baiser qui tue
- Réalisation : Jean Choux, Tartarin Malachowski
- Chef opérateur : Alphonse Gibory
- Production : Isis Films
- Format : Noir et blanc - Muet - 1,33:1 - 35 mm
- Date de sortie :
  - France : 8 juin 1928

## Distribution
- Thérèse Reignier
- Claude Harold
- Georges Oltramare